# جامعة ستندال
جامعة ستندال (بالفرنسية: Université Stendhal)‏ أو جامعة غرينوبل 3 (بالفرنسية: Grenoble-III)‏ هي جامعة عامة كانت تقع في ضواحي مدينة غرينوبل الفرنسية، وكانت تقدم برامج دراسية في اللغات والثقافات الأجنبية، والأدبين القديم والحديث، وعلوم اللغة والاتصال. تركز اهتمام الجامعة سابقًا على تدريب التربويين، ثم توسعت فصارت تضطلع بإعداد الطلاب للعمل في مجالات الصحافة والاتصال والثقافة.
كان المركز الجامعي للدراسات الفرنسية (بالفرنسية: Centre universitaire d'études françaises)‏ يتولى كل عام تعليم ما يربو على 3000 طالب أجنبي من خلال برامج تبادل طلابي متنوعة في مختلف المجالات المتعلقة بالدراسات الفرنسية.

## تاريخ الجامعة
أُنشئت جامعة غرينوبل 3 سنة 1970، غير أن جذورها ترجع إلى العصور الوسطى وإلى جامعة غرينوبل، وفي سنة 2016، اندمجت الجامعة مع جامعتين أخريين لتُشكّلا جامعة غرينوبل ألب، وهي إعادة لإحياء جامعة غرينوبل القديمة، وكانت ليز دوماسي هي آخر رؤساء جامعة ستندال بمسماها القديم قبل ذلك الاندماج.

## وصلات خارجية
- الموقع الرسمي للجامعة